# The OMD Singles
The OMD Singles és el dotzè disc (la seva segona recopilació) del grup anglès de pop electrònic Orchestral Manoeuvres in the Dark. Va aparèixer a finals de setembre de 1998.
Aquesta nova recopilació es distingeix de la primera (The Best of OMD) en la inclusió de temes extrets dels tres discos publicats després de 1988 (Sugar Tax, Liberator i Universal); a més, cançons com "Secret" o els senzills de Dazzle Ships han desaparegut del llistat. Les peces més antigues foren remasteritzades directament de les cintes analògiques antigues.
Poc abans que aparegués el CD Virgin Records edità un EP de remescles anomenat "The OMD Remixes". La idea inicial era publicar tot un CD, però a causa de limitacions pressupostàries s'hagué d'editar únicament un EP amb 3 remescles completades. L'any 2003 aparegué a l'estat francès un, ara sí, CD complet de remescles, que fou publicat juntament amb la recopilació originària en una edició doble.

## Temes

### CDV 2859
1. Electricity (3,32)
2. Messages (4,46)
3. Enola Gay (3,32)
4. Souvenir (3,37)
5. Joan of Arc (3,47)
6. Maid of Orleans (4,12)
7. Tesla Girls (3,34)
8. Locomotion (3,57)
9. Talking Loud and Clear (3,56)
10. So in Love (3,30)
11. If You Leave (4,30)
12. (Forever) Live and Die (3,36)
13. Dreaming (3,58)
14. Sailing on the Seven Seas (3,45)
15. Pandora's Box (4,06)
16. Call My Name (4,15)
17. Dream of Me (3,53)
18. Walking on the Milky Way (4,02)

### The Remixes EP (VSCDT 1694)
1. Enola Gay (OMD vs. Sash! remix) (4,04)
2. Souvenir (Moby remix) (4,41)
3. Electricity (The Micronauts remix) (8,44)

### The OMD Singles (Remix Edition)
1. Enola Gay (remix de David Guetta i Joachim Garraud)
2. Enola Gay (OMD vs. Sash!)
3. Souvenir (7am version)
4. Souvenir (Me & Us remix)
5. Souvenir (Hard House version)
6. Souvenir (Moby remix)
7. Electricity (The Micronauts remix)
8. Apollo XI (@440 Northern Electronic Soul remix)
9. Maid of Orleans (Afterhours mix de Mulu)
10. Joan of Arc (Organ mix de Mulu)
11. Enola Gay (Dancefloor Killa remix de David Guetta & Joachim Garraud)